# Derrick Jensen
Derrick Jensen (født 19. december 1960) er en amerikansk forfatter og anarkoprimitivistisk miljøaktivist der lever i Crescent City, Californien. Han har udgivet adskillige civilisationskritiske bøger, f.eks. A Language Older Than Words, The Culture of Make Believe og Endgame.

## Temaer i Jensens forfatterskab
Jensen bliver ofte kaldt anarko-primitivist, da han mener, at civilisationen er ubæredygtig og baseret på vold. Jensen har dog aldrig selv kaldt sig anarkist. Han argumenterer for, at den truer den naturlige verden og undertrykker majoriteten af både mennesker og dyr på planeten. Hans grundholdning er, at hvis ikke civilisationen bliver stoppet, vil dens ødelægger fortsætte, hvilket til sidst vil resultere i et kollaps. Han kritiserer i høj grad pacifisme gennem sine bøger og tror ikke på, at fredelige aktioner ville kunne forhindre civilisationen i dens ødelæggelser og undertrykkelse. Han opfordrer således til direkte aktion for at nedlægge civilisationen.
I A Language Older Than Words og også i en artikel med titlen Actions Speak Louder Than Words skriver Jensen:
Every morning when I awake I ask myself whether I should write or blow up a dam. I tell myself I should keep writing, though I'm not sure that's right.
Jensen mener, at et andet liv uden undertrykkelse og i harmoni med naturen, er muligt, samt at vi har set eksempler på disse i tidligere indianske stammesamfund. Netop disse samfunds bæredygtige levevis med naturen understreger han ofte.
Omkring hans anarkistiske holdninger siger Jensen:
I get asked quite often if I’m an anarchist. If they want to put a label on me, that’s fine. What is most important to me is to live in a world that is not being murdered. We can put whatever label we want on that. Honestly what this culture has done to the planet needs to be stopped.

## Præmisser
I begyndelsen af bogen Endgame skriver Jensen 20 præmisser som er repræsentative for hans holdning til civilisationen, og som han derefter begynder at argumentere dybere for i Endgame Vol. 1 og 2. Mange ser disse bøger som hans manifesto, og præmisserne er derfor i høj grad en kort beskrivelse af hans grundholdninger.
Præmis et:
Civilisationen er ikke og kan aldrig blive bæredygtig. Dette er i særdeleshed sandt for den industrielle civilisation.
Præmis to:
Traditionelle fællesskaber opgiver eller sælger sjældent frivilligt ressourcerne som deres fællesskaber er baseret på, indtil deres fællesskaber er blevet udslettet. De tillader heller ikke frivilligt, at deres landområder bliver skadet, så andre ressourcer – guld, olie osv. – kan blive udvundet. Det følger fra dette, at dem der vil have disse ressourcer vil gøre hvad de kan for at destruere traditionelle fællesskaber.
Præmis tre:
Vores måde at leve på – industriel civilisation – er baseret på, kræver, og ville kollapse meget hurtigt uden vedholden og udbredt vold.
Præmis fire:
Civilisation er baseret på et klart defineret og bredt accepteret, dog ofte uartikuleret, hierarki. Vold udført af dem der er højere i hierarkiet mod dem der er lavere er næsten altid usynligt, dvs. ikke lagt mærke til. Når det derimod er lagt mærke til, er det fuldt ud rationaliseret. Vold udført af dem lavere i hierarkiet mod dem højere i hierarkiet er utænkeligt, og når det sker, bliver det set på med chok, væmmelse og foragt til fordel for dem højere i hierarkiet.
Præmis fem:
Besiddelserne hos dem i toppen af hierarkiet er mere værdifulde end livene hos dem nedenunder. Det er acceptabelt for dem i toppen at forøge den mængde ejendom de styrer – i hverdagssprog at tjene penge – ved at destruere eller at tage livene fra dem nedenunder. Dette er kaldet produktion. Hvis dem nedenunder udfører nogen form for skade på dem i toppens ejendomme, må de slå dem ihjel, straffe dem eller på anden vis ødelægge livene hos dem i bunden. Dette er kaldet retfærdighed.
Præmis seks:
Civilisationen kan ikke frelses. Denne kultur vil ikke indgå nogen form for frivillig transformation til en forstandig og holdbar levemåde. Hvis vi ikke stopper det, vil civilisationen fortsætte med at udnyttende majoriteten af mennesker samt nedbryde planeten, indtil den (civilisationen, og sikkert også planeten) kollapser. Effekterne af denne nedbrydelse vil fortsætte med at skade mennesker og ikke-mennesker i meget lang tid.
Præmis syv:
Jo længere vi venter på, at civilisationen falder sammen – eller jo længere vi venter før vi selv vælter den – jo værre vil kollapset blive, og jo værre vil det blive for de mennesker og ikke-mennesker der lever under det, samt for dem der kommer efter.
Præmis otte:
Behovet for naturen er vigtigere end behovet for det økonomiske system.
En anden måde at fortolke præmis otte:
Ethvert økonomisk eller socialt system der ikke gavner den naturlige verden, hvorpå den er baseret, er ubæredygtigt, amoralsk og dumt. Bæredygtighed, moralitet og intelligens (såvel som retfærdighed) kræver ophævelsen af sådan et økonomisk eller socialt system, eller i det mindste at forhindre det at skade vores landområder.
Præmis ni:
Selvom der en dag klart vil være færre mennesker end nu, så er der mange måder, hvorpå dette befolkningsfald kunne forekomme (eller blive opnået, alt afhængigt af passiviteten eller aktiviteten med hvilken vi vælger at imødekomme denne situation på). Nogle af disse måder vil være karakteriseret af ekstrem vold og nød: atomkrig, for eksempel, ville reducere både befolkningen og forbruget, omend gøre det på en forfærdelig måde; det samme ville være tilfældet med det fortsatte overforbrug, efterfulgt af et kollaps. Andre måder kunne være karakteriseret af mindre vold. På grund af de nuværende mængder af vold overfor både mennesker og den naturlige verden (udført af vores kultur) er det ikke muligt at tale om en nedsættelse i befolkningstallet og forbruget, der ikke involverer vold. Ikke fordi faldet selv nødvendigvis vil kræve vold, men fordi vold og elendighed er blevet standarden. Dog kunne der være nogle måder af reducere befolkningen og forbruget på, som, selvom den stadig er voldelig, kunne bestå af at nedskære de nuværende grader af påkrævet vold, der er forårsaget af den (ofte tvungne) centralisering af ressourcer fra de fattige til de rige. Denne forandring ville selvfølgelig være kendetegnet af en reducering af den vold der i dag bliver udført mod den naturlige verden. Personligt og kollektivt vil det måske være muligt for os både at reducere mængden og blødgøre karakteren af volden der forekommer under dette langvarige skift. Eller også vil det ikke. Men så meget er sikkert: hvis vi ikke imødekommer det aktivt – hvis vi ikke taler om vores forlegne situation og hvad vi har tænkt os at gøre ved det – da vil volden næsten utvivlsomt være langt voldsommere, og elendigheden mere ekstrem.
Præmis ti:
Kulturen som en helhed og det fleste af dets medlemmer er vanvittige. Kulturen er drevet af en dødstrang, en trang til at destruere liv.
Præmis elleve:
Fra begyndelsen har denne kultur – civilisationen – været en kultur baseret på besættelse.
Præmis tolv:
Der er ingen rige mennesker i verden, og der er ingen fattige mennesker. Der er blot mennesker. De rige har måske en masse grønt papir, som de lader som om er noget værd – eller deres såkaldte rigdomme er måske endnu mere abstrakte: numre på harddiske i banker – og de fattige har ikke. Disse ”rige” påstår de ejer land, og de ”fattige” er ofte benægtet at påstå det samme. Et af de primære formål for politiet er at styrke illusionerne fra dem med mange stykker grønt papir. Dem uden grønt papir bliver generelt lige så hurtigt overbevist af disse illusioner. Disse illusioner medfører ekstreme konsekvenser i den virkelige verden.
Præmis tretten:
Dem på magten styrer med magt, og jo snarere vi adskiller os selv fra troen på det modsatte, jo snarere kan vi begynde at foretage fornuftige beslutninger om hvorvidt, hvornår og hvordan vi har tænkt os at gøre modstand.
Præmis fjorten:
Fra fødslen af er vi individuelt og kollektivt kultiveret til at hade livet, hade den naturlige verden, hade det vilde, hade vilde dyr, hade kvinder, hade børn, hade vores kroppe, hade og frygte vores følelser, hade os selv. Hvis vi ikke hadede verden, ville vi ikke tillade, at den blev ødelagt foran vores øjne. Hvis vi ikke hadede os selv, ville vi ikke tillade at vores hjem – og vores kroppe – blev forgiftede.
Præmis femten:
Kærlighed indebærer ikke pacifisme.
Præmis sejsten:
Den materielle verden er primær. Dette betyder ikke, at det åndelige ikke eksisterer, og heller ikke, at den materielle verden er alt der er. Det betyder, at ånd blander sig med legeme. Det betyder også, at handlinger i den virkelige verden har virkelige konsekvenser. Det betyder, at vi ikke kan læne os tilbage med en tro på, at Jesus, Julemanden eller Påskeharen kommer og hiver os ud af dette rod. Det betyder, at det virkeligt er et rod og ikke bare Gud der bevæger øjenbrynene. Det betyder, at vi er nødt til at stå ansigt til ansigt med dette rod selv. Det betyder, at i den tid vi er her på jorden – om vi så ender et andet sted når vi dør eller ej – så er planeten pointen. Den er primær. Den er vores hjem. Den er alt. Det er latteligt at tænke eller handle som om denne verden ikke er virkelig eller primær. Det er dumt ikke at leve vores liv, som om vores liv var ægte.
Præmis sytten:
Det er en fejltagelse (eller snarere en benægtelse) at basere vores beslutninger ud fra, om vores handlinger der spirer fra dette vil skræmme majoriteten af befolkningen eller ej, samt andre der blot sidder på hegnet.
Præmis atten:
Vores nuværende forståelse af selvet er ikke mere bæredygtigt end vores nuværende brug af energi eller teknologi.
Præmis nitten:
Denne kulturs problem ligger primært i troen på, at det at kontrollere og udnytte den naturlige verden kan retfærdiggøres.
Præmis tyve:
I denne kultur er det økonomi – ikke fællesskabers velbevarenhed, ikke moral, ikke etik, ikke retfærdighed, ikke livet selv – der driver sociale beslutninger.
Modifikation af præmis tyve:
Sociale beslutninger bliver foretaget primært (og ofte eksklusivt) på basis af, om det vil forhøjre formuerne på beslutningstagerne og dem de tjener.
Re-modifikation af præmis tyve:
Sociale beslutninger bliver foretaget primært (og ofte eksklusivt) på basis af, om det vil styrke magten hos beslutningstagerne og dem de tjener.
Re-modifikation af præmis tyve:
Sociale beslutninger bliver foretaget primært (og ofte eksklusivt) på basis af den næsten totalt uovervejede tro på, at beslutningstagerne og dem de tjener har ret til at forhøje deres magt og finansielle formuer på bekostning af dem lavere i hierarkiet.
Re-modifikation af præmis tyve:
Hvis du graver helt ind til bunden af det, ville du opdage, at sociale beslutninger er foretaget primært på basis af i hvor høj grad disse beslutninger tjener det formål at kontrollere eller destruere den vilde natur.